# Store Kjeholmen
Store Kjeholmen est une île norvégienne du comté de Hordaland appartenant administrativement à Bømlo.

## Description
Rocheuse et couverte d'arbres, au sud de Litle Kjeholmen, et à l'est d'Espevær, elle s'étend sur environ 222 m de longueur pour une largeur approximative de 122 m. Elle compte une dizaine d'habitations et est relié à l'est à Ådnesøya.